# Teofane Continuato
Teofane Continuato (in greco Οἱ μετὰ Θεοφάνεν oppure συνεχισταί Θεοφάνους?, latino: Theophanes Continuatus o Continuatio Theophanis) è una raccolta di testi storici bizantini. È così chiamato perché, in particolare il primo libro, è una continuazione della cronaca scritta da Teofane Confessore (anche se con uno stile non annalistico). È conservata in unico manoscritto dell'XI secolo (il Vaticano greco 167). È diviso in quattro libri che coprono il periodo 813-961 e fu scritto per la maggior parte durante il regno di Costantino VII Porfirogenito, probabilmente su sua commissione (è possibile che egli stesso vi abbia contribuito in particolare alla Vita Basilii) allo scopo di presentare la dinastia macedone, di cui egli discendeva, sotto una luce favorevole. L'opera fu probabilmente conclusa sotto il regno di Niceforo II Foca ed ebbe grande diffusione in occidente.

## Struttura
L'opera viene normalmente suddivisa in quattro parti:
- Il primo libro copre gli avvenimenti a partire dall'813 all'867 (quindi i regni degli imperatori della dinastia amoriana Michele II, Teofilo e Michele III); l'autore loda i militari e critica i mercanti, sono anche presenti dei tentativi di spiegare le cause di grandi avvenimenti come l'invasione di Creta da parte degli Arabi; condivide le stesse fonti di Genesio.[2]
- Il secondo libro, che va dall'867 all'886, comprende una biografia di Basilio I il Macedone, fondatore della dinastia macedone e nonno di Costantino VII, di tono elogiativo denominata Vita Basilii.
- Il terzo libro (dall'886 al 946) è molto simile alle opere di Simeone Logoteta, anche se con un tono più agiografico nei confronti della dinastia regnante, per cui si ipotizza che fu scritta a partire da queste oppure, se come è stato suggerito le opere del Logoteta sono posteriori, entrambe tragono origine dalla stessa fonte perduta, incluso il racconto agiografico della vita e del regno di Romano I Lecapeno; questa parte fu riutilizzata da Giovanni Scilitze.[2]
- Il quarto libro (dal 948 al 961), redatto probabilmente prima del 963, è stata attribuita a Teodoro Dafnopate,[2] responsabile della cancelleria imperiale (il protasekretis) sotto Lecapeno e che prima della sua morte (avvenuta comunque dopo il 961) raggiunse il rango di magistros, si caratterizza per la sua parzialità a favore degli interessi aristocratici: l'autore infatti condanna la politica agraria di Romano I e gli paragona la generosità di Costantino VII, eroe dell'opera. Traspare anche una grande simpatia per le famiglie nobili dei Foca, di Giovanni Curcuas e degli Argiroi. Vengono anche riportate informazioni incomplete sul regno di Romano II che viene presentato in una luce favorevole nonostante il suo comportamento non fosse degno di un monarca; probabilmente l'estensore di questa parte dell'opera voleva compiacere i due principi ereditari, figli di Romano II, Basilio e Costantino; considerando anche che la loro madre, Teofano, da figlia di un taverniere, quale in realtà era, viene presentata come una vergine di nobile famiglia.[3]

La divisione in libri del Teofane può cambiare a seconda degli studiosi, ad esempio Mario Gallina in Studi in onore di Giosuè Musca divide l'opera in quattro parti e sei libri: «una prima, i libri I-IV, relativa agli avvenimenti compresi tra l'813 e l'867; una seconda, il libro V, sino all'886; una terza, la parte iniziale del libro VI, dall'886 al 948; e l'ultima, la fine del libro VI, dal 948 al 961».

## Il codice Vaticano greco 167
Il codice Vaticano greco 167 è l'unico testimone sopravvissuto del Teofane Continuato. Si tratta di un manoscritto greco dell'XI secolo.

### Caratteristiche
Il codice, che ha dimensione mm 237×170 ed è composto da VI-168 fogli di pergamena di buona qualità, risulta opera di tre amanuensi anche se due di loro hanno contribuito solo per poche righe del testo e si trova attualmente presso la Biblioteca Apostolica Vaticana. Si ha la prima notizia certa della sua presenza nella Biblioteca nel 1518, dove sarebbe giunto non prima del 1455 ed non dopo il 1475. Durante l'epoca napoleonica finì alla Biblioteca nazionale di Francia. Il manoscritto è mutilo della parte finale e si interrompe bruscamente durante il racconto delle gesta dell'imperatore Romano II, si ignora quanta parte del codice sia andata perduta; il suo testo è suddiviso in paragrafi dalla lunghezza variabile e che non sono strettamente correlati all'argomento descritto; presenta vari errori di itacismo. Vi sono state poi aggiunte, ad opera di un ignoto lettore di epoca bizantina, delle note a margine con cui questi avrebbe cercato di suddividere il contenuto per argomento tramite dei segni convenzionali.